# Hovhannesz Bagramjan
Hovhannesz Bagramjan (örmény nyelven: Հովհաննես Քրիստափորի Բաղրամյան; oroszul: Иван Христофорович Баграмян Ivan Hrisztoforovics Bagramjan; 1897. november 20. – 1982. szeptember 21.) szovjet katonai vezető, harcolt az oroszországi polgárháborúban, majd a második világháborúban. A Szovjetunió kétszeres hőse, a Szovjetunió marsallja.

## Élete
1920-ban jelentkezett a Vörös Hadseregbe. Harcolt a polgárháborúban lovasparancsnokként, majd katonai akadémiát végzett. Végigharcolta a második világháborút. 1941-ben Kijevet védte. Bugyonnij menesztése után Tyimosenko törzsfőnöke lett. Később hadseregparancsnok lett, harcolt a kurszki ütközetben. 1943-ban kinevezték tábornoknak, ezzel párhuzamosan Jerjomenko utódaként az 1. balti front parancsnoka lett. Belorussziában és a Baltikumban harcolt, seregei bekerítették a németek észak hadseregcsoportját, elfoglalták a Memel-vidéket. 1945 januárjában ostrom alá vette Königsberget. 
A háború után 1954-ig a balti katonai körzet, később a vezérkari akadémia parancsnoka. 1958 és 1968 között a szovjet fegyveres erők hadtápfőnöke, miniszterhelyettes.
1982-ben hunyt el. Hamvait a Kreml falában helyezték el.

## Magyarul
- Így kezdődött a háború; ford. Kádas Géza, Nádor Tibor; Zrínyi–Kossuth, Bp., 1973
- Így győztünk; ford. Tölgyes Ernő; Zrínyi–Kossuth, Bp., 1979